# Troides oblongomaculatus
Troides oblongomaculatus là một loài bướm ngày được tìm thấy ở Indonesia và New Guinea. Có 7 phụ loại được công nhận, đó là:
- oblongomaculatus (Goeze, 1779) từ Seram, Ambon, Saparua, Haruku, Seram Laut, Geser, Nusa Laut, Nusa Is.
- thestius (Staudinger, 1895) từ đảo Salaya.
- bouruensis (Wallace) từ đảo Buru, Sula Mangole.
- asartia (Rothschild, 1908) từ đảo Seram Laut
- bandensis (Pagenstecher, 1904) from Banda Islands
- hanno (Fruhstorfer, 1904) từ đảo Gorong, đảo Watubela, đảo Kasiui, Tiffoor
- papuensis (Wallace, 1865) từ New Guinea

T. oblongomaculatus là loài Troides duy nhất tìm thấy tận phía đông New Guinea.

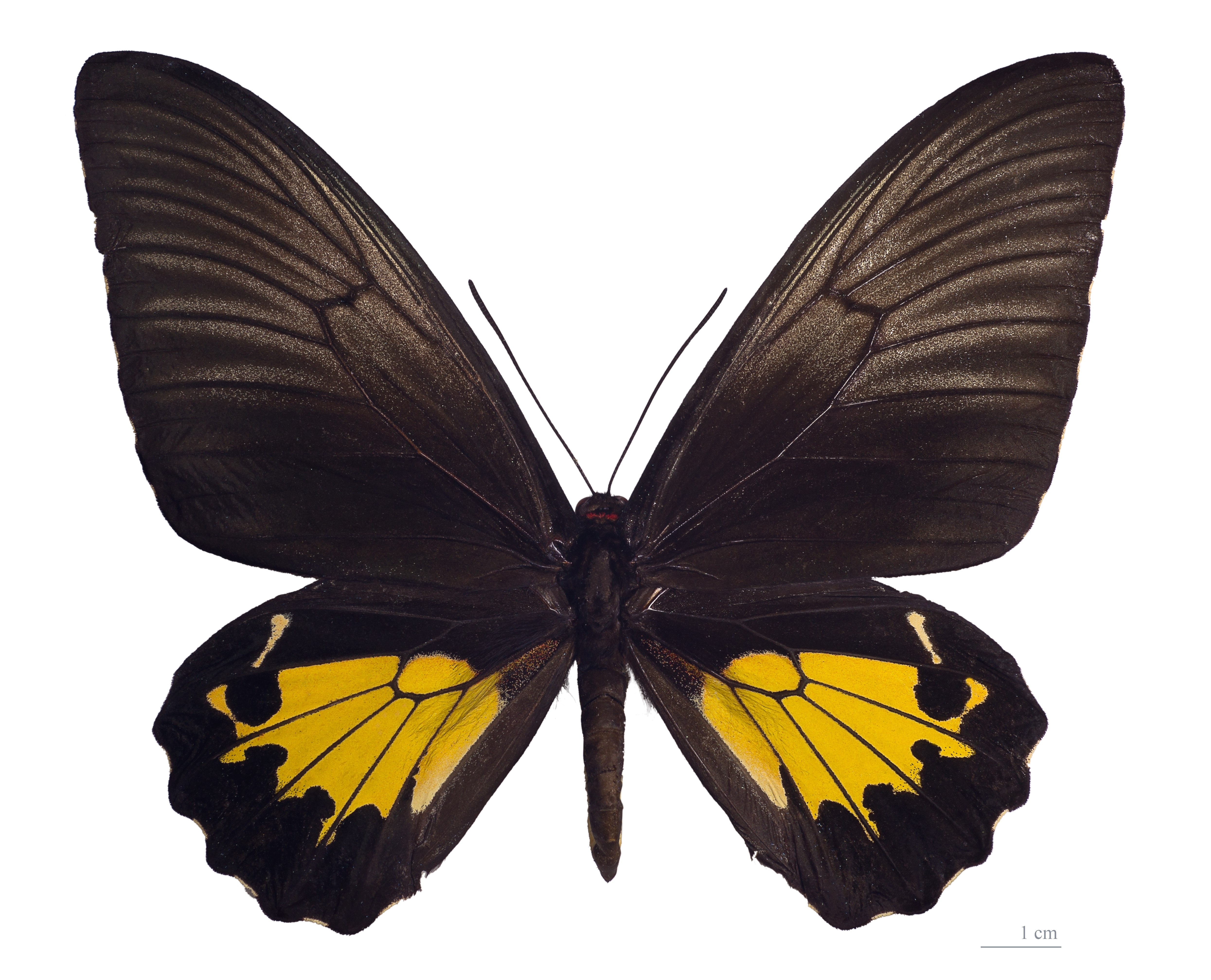
Museum specimen ♀ dorsal side
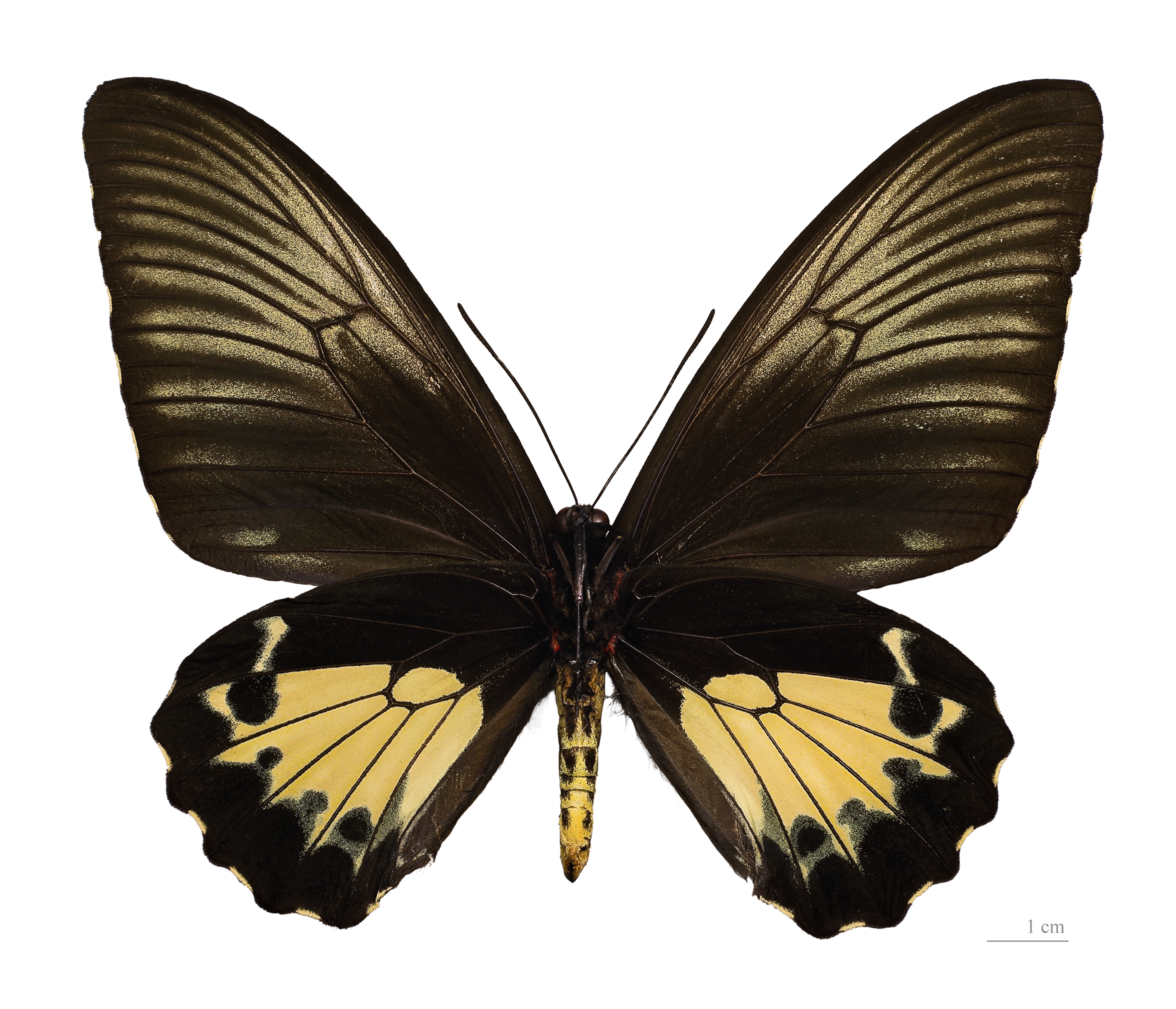
Museum specimen ♀ △ - Ventral side
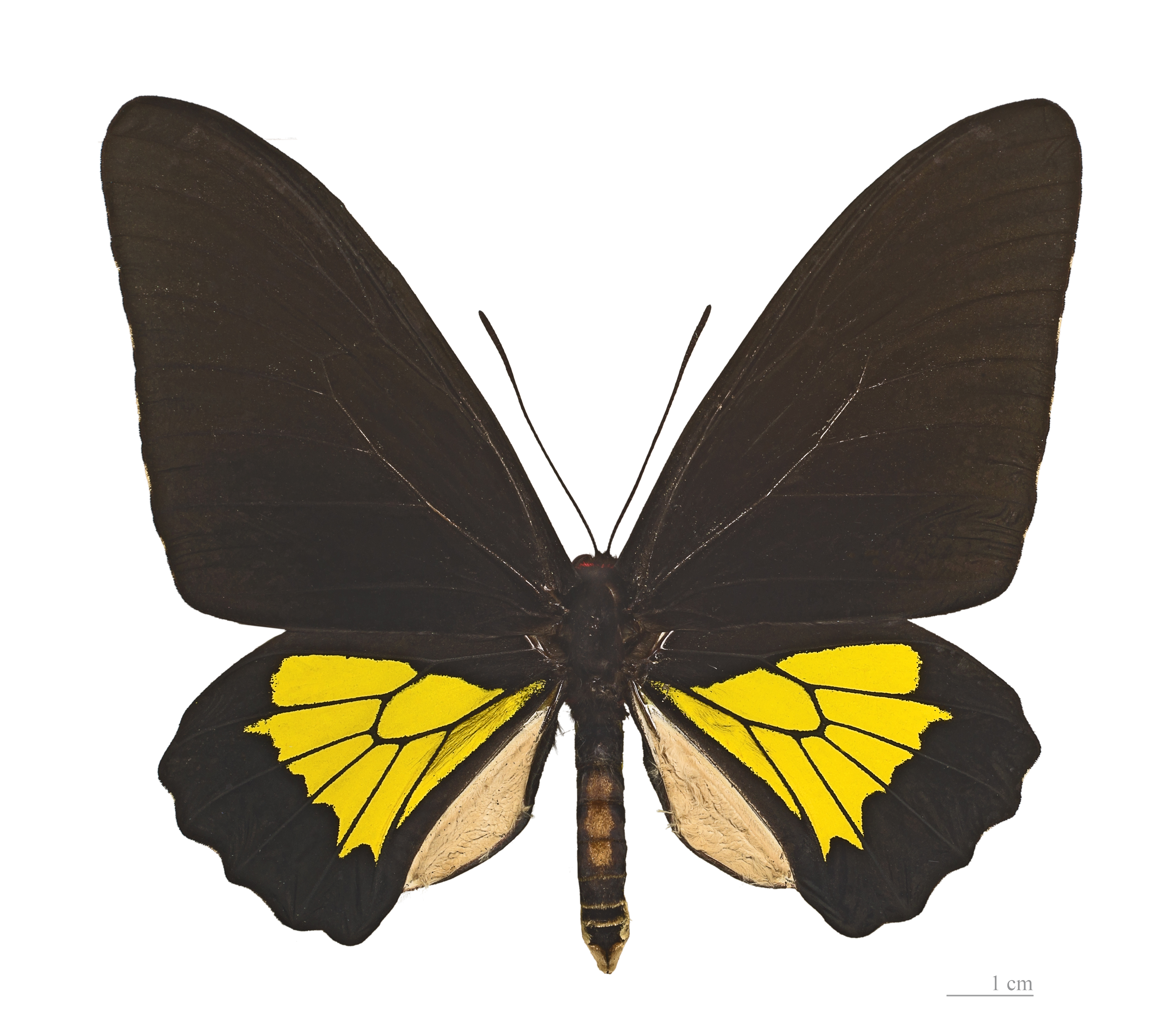
Museum specimen ♂ dorsal side
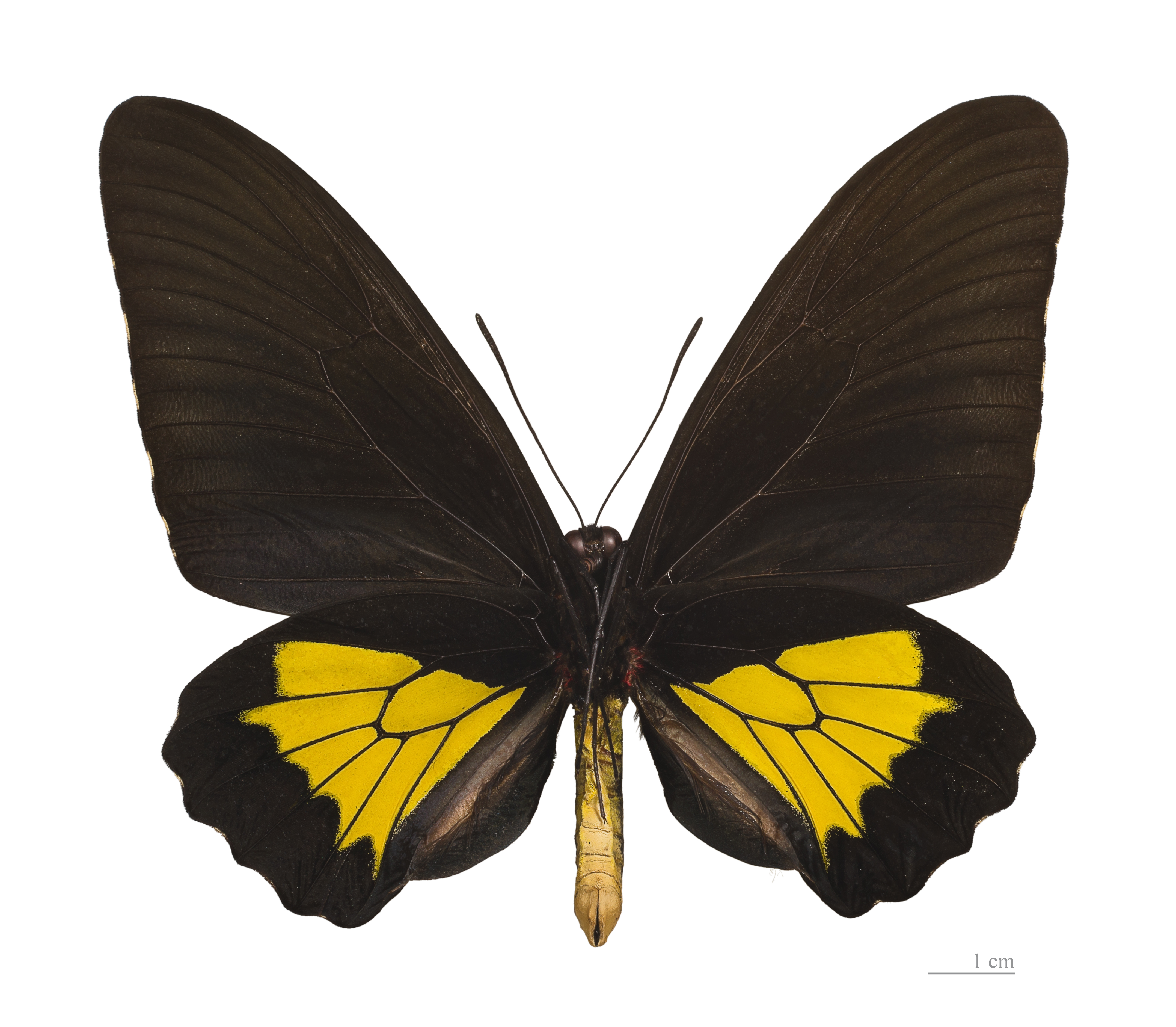
Museum specimen ♂ △ - Ventral side